# Martinus Woerdeman

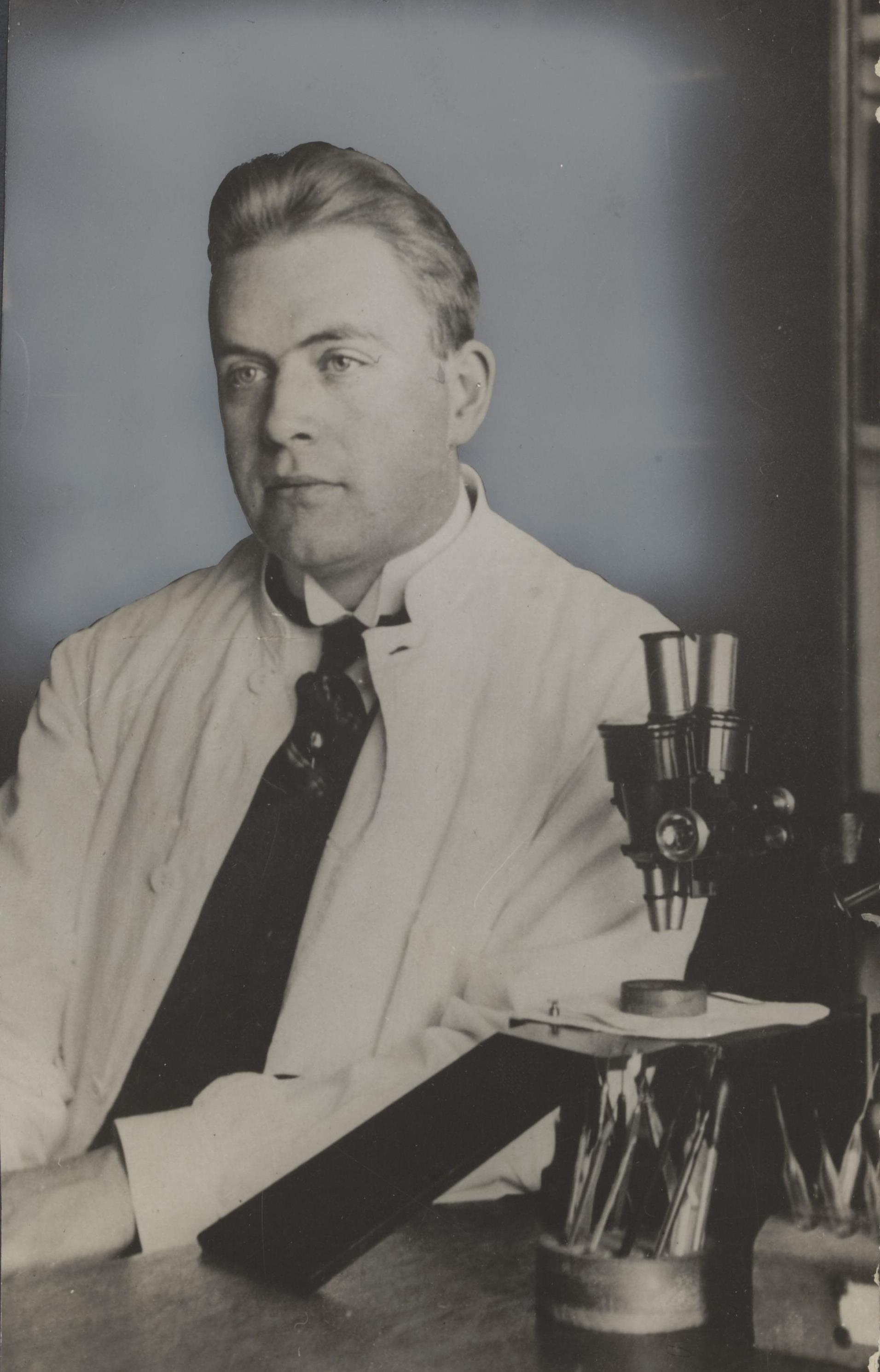
Martinus Woerdeman, 1926.

Martinus Willem Woerdeman, född 10 april 1892, död 3 augusti 1990, var en nederländsk läkare. 
Woerdeman var 1925–1926 professor i histologi vid Universiteit van Amsterdam och 1926–1931 professor i anatomi och embryologi vid Groningens universitet. Han var 1937–1954 sekreterare i Nederländska Vetenskapsakademien och 1954–1960 preses för samma akademi. Han invaldes 1956 som utländsk ledamot av svenska Vetenskapsakademien.